# Kampioenschap van Vlaanderen 1998
Il Kampioenschap van Vlaanderen 1998, ottantatreesima edizione della corsa, si svolse il 18 settembre 1998 su un percorso di 161 km, con partenza e arrivo a Koolskamp. Fu vinto dal belga Niko Eeckhout della Lotto-Mobistar davanti ai suoi connazionali Hans de Clercq e Davy Delme.

## Ordine d'arrivo (Top 10)
| Pos. | Corridore         | Squadra                     | Tempo    |
| ---- | ----------------- | --------------------------- | -------- |
| 1    | Niko Eeckhout     | Lotto-Mobistar              | 3h36'00" |
| 2    | Hans de Clercq    | Palmans-Ideal               | s.t.     |
| 3    | Davy Delme        | Tonissteiner-Colnago        | s.t.     |
| 4    | Frank Høj         | Palmans-Ideal               | s.t.     |
| 5    | Étienne De Wilde  | Spar-RDM                    | s.t.     |
| 6    | Danny Daelman     | Collstrop                   | s.t.     |
| 7    | Christ Hendryckx  | Collstrop                   | s.t.     |
| 8    | Stive Vermaut     | Vlaanderen 2002-Eddy Merckx | s.t.     |
| 9    | Gert Vanderaerden | Palmans-Ideal               | s.t.     |
| 10   | Tom Steels        | Mapei-Bricobi               | s.t.     |